# كورتني ثورن سميث
من خلال دورها كفتاة مثيرة في الفيلم Summer School إنتاج سنة 1987 أو دورها كفتاة ذكية في المسلسل التلفزيوني Ally Mcbeal الذي أذيع على قناة FOX من 1997 حتى 2000 أو من خلال قيامها بدور فتاة تسبب المشاكل في المسلسل التلفزيوني Melrose Place الذي أذيع على قناة FOX من 1992 حتى 1997 فإن الجميلة الشقراء كورتني ثورن سميث أسعدت المشاهدين طوال العشرين عما الأخيرة مقدمة الأداء القوي، الجمال، وسحر الفتاة الطيبة.
ثورن سميث ولدت في 8 نوفمبر 1967 في مدينة سان فرانسيسكو في ولاية كاليفورنيا بالولايات المتحدة الأمريكية ثم تخرجت من مدرسة مينلو أثرتون الثانوية في مدينة أثرتون. اكتشفت حبها للتمثيل منذ أن كانت تؤدي مسرحية بياض الثلج والأقزام السبعة في الروضة. والدها باحث في سوق الحاسبات الآلية ووالدتها التي تعمل معالجة نفسانية تطلقا عندما كانت تبلغ من العمر سبع سنوات. وكانت تتناوب في العيش معهما حتى تخرجت من المرحلة الثانوية. بدأت مسيرتها الفنية بالانتساب في شركة مسرح Ensemble في مدينة ميل فالي بولاية كاليفورنيا أثناء دراستها في المرحلة الثانوية.
بينما كانت في الرحلة الثانوية كانت شركة Twentieth Century FOX تبحث عن وجوه جديدة للعب دور صديقة الممثل شارلي شين في الفيلم Lucas إنتاج سنة 1986. بعدما حصلت على هذا الدور قررت أن تمتهن التمثيل ورفضت الانتساب في جامعة Allegheny في بينسيلفانيا مفضلة الرحيل إلى لوس أنجلوس.
مزيج الموهبة والجمال مكن ثورن سميث من سهولة العثور على العديد من الأدوار الفنية مثل دور المدرسة المراهقة في المسلسل Day By Day (الذي أذيع على قناة NBC من 1987 حتى 1989) والفيلمين Revenge of the Nerds II وSummer School وكلاهما إنتاج سنة 1987. قامت في سنة 1990 بأداء دور لفتى الأنظار لها وهو في المسلسل التلفزيوني L.A. Law (الذي أذيع على قناة NBC من 1985 حتى 1990) وقدمت شخصية مشجعة لفريق لوس أنجلوس ليكرز لكرة السلة تواعد المحامي مايكل كوزاك (الذي قام بدوره الممثل هاري هاملين). الممثلة الشابة ظهرت في عدة مسلسلات تلفزيونية من بينها Fast Time at Ridgemont High (الذي أذيع على قناة ABC في 1986)، Anything But Love (الذي أذيع على قناة ABC من 1989 حتى 1992)، والفيلمين التلفزيونين Tour of Duty إنتاج سنة 1994 وBeauty's Revenge إنتاج سنة 1995.
عندما كانت تقدم تجربة أداء أمام أرون سبيلينغ لقياس مدى قدرتها على أداء دورها في مسلسل يدور حول أطباء صغار في السن فإن عملاق التلفزيون أرسل في اليوم التالي ستة سيناريوهات لمسلسلات تلفزيونية. وفي نهاية المقارنة بينهم فضلت Melrose Place على Beverly Hills, 90120. المشاهدون كانوا يتابعون الحلقات بشغف لمعرفة الأحداث التي تدور حول أليسون وسائق التاكسي وزميلها في السكن بيلي كامبل (والذي قام بدوره الممثل أندرو شو). ومن خلال أحداث المسلسل تألقت وهي تؤدي دورها سكيرة وصولا إلى قيامها بدور ضحية اختطاف. بنهاية عقد التسعينات اختارتها شركة ألماي لمواد التجميل لتكون المتحدثة الرسمية عنهم.
بعد توقف إنتاج مسلسل Melrose Place فإنها قامت بعدة أدوار مختلفة منها في الفيلم The Lovemaster إنتاج سنة 1997 والمسلسل التلفزيوني الذي أذيع على قناة ABC من 1996 حتى 2002 Spin City. لقد كانت مسألة وقت لكي تجد العمل الفني الذي تستطيع من خلاله الإبداع والتألق.
في سنة 1997 قامت بدور المحامية جورجيا سميث في المسلسل التلفزيوني Ally Mcbeal والذي حصلت عليه على جائزة إيمي. ولكن حصلت منافسة نسائية كبيرة بينها وبين البطلة الرئيسية كاليستا فلوكهارت والبطلتان الثانويتان لوسي ليو وبورتيا دي روسي. وفي سنة 2000 تركت العمل في هذا المسلسل.
بعد استراحة دامت سنة واحدة عادت ثورن سميث في مسلسل تلفزيوني شهير آخر وهذه المرة مع الممثل جيم بيلوتشي في المسلسل According to Jim والذي بدأ العمل به سنة 2001. ويشاركهما البطولة كيمبرلي ويليامز بيزلي ولاري جو كامبل. تدور أحداث المسلسل حول الزوجين جيم وشيريل ورغبة كل منهما في السيطرة على الآخر وإدارة المنزل حسب هواهما.

## الحياة العاطفية
الصديق: الممثل أندرو شو زميلها في المسلسل التلفزيوني Melrose Place. ظلا معا بضع شهور من سنة 1993.
الزوج: عالم في الوراثة والجينات أندرو كونراد (مواليد 1963)، أعلنا عن خطبتهما في شهر نوفمبر سنة 1998، تزوجا في 1 يونيو 2000، تطلقا في شهر يناير 2001.
الزوج: روبرت أندرو، تقابلا في موعد منسق من أصدقائهما، أعلنا عن خطبتهما في أكتوبر 2002، ألغيا الخطبة في شهر فبراير من سنة 2004، بعد أربعة أشهر عادا إلى بعضهما، تزوجا في 1 يناير 2007.

## الجوائز
| السنة | اسم المهرجان  | الجائزة                              |
| 1999  | نقابة التمثيل | أفضل فريق عمل متكامل في مسلسل كوميدي |
| ----- | ------------- | ------------------------------------ |

## الأفلام السينمائية
| السنة | اسم الفيلم                                 | اسم الشخصية    |
| 1986  | Welcome to 18                              | ليندسي         |
| 1986  | Lucas                                      | أليس           |
| 1987  | Revenge of the Nerds II: Nerds in Paradise | ساني كارستيرز  |
| 1987  | Summer School                              | بام هاوس       |
| 1990  | Side Out                                   | سامانثا        |
| 1995  | Mimi Wo Sumaseba                           | شيهو           |
| 1997  | The Lovemaster                             | دب             |
| 1998  | Chairman of the Board                      | ناتالي ستوكويل |
| 2005  | Batman: New Times                          | المرأة القطة   |
| ----- | ------------------------------------------ | -------------- |

## الأفلام التلفزيونية
| السنة | اسم الفيلم               | اسم الشخصية    |
| 1986  | The Thanksgiving Promise | شيريل          |
| 1987  | Infidelity               | روبين          |
| 1994  | Breach of Conduct        | هيلين لوتز     |
| 1995  | Beauty's Revenge         | شيريل آن ديفيز |
| ----- | ------------------------ | -------------- |

## المسلسلات التلفزيونية
| السنة     | المسلسل           | الشخصية         | عدد الحلقات |
| 1986      | Fast Times        | ستيسي هاميلتون  | غير معلوم   |
| 1988      | Growing Pains     | المصورة         | 1           |
| 1988/1989 | Day by Day        | كريستين كارلسون | 25          |
| 1990      | Anything But Love | غير معلوم       | 1           |
| 1990      | L.A. Law          | كيمبرلي دوغان   | 6           |
| 1992      | Grapevine         | ليزا            | 1           |
| 1996      | Partners          | دانييل          | 1           |
| 1992/1997 | Melrose Place     | أليسون باركر    | 159         |
| 1997/1998 | Spin City         | دانييل برينكمان | 2           |
| 1999      | Partners          | جينا دارين      | 1           |
| 1999      | Ally              | جورجيا توماس    | غير معلوم   |
| 2000      | The Norm Show     | ريبيكا          | 1           |
| 1997/2002 | Ally Mcbeal       | جورجيا توماس    | 68          |
| 2001/2007 | According to Jim  | شيريل           | 135         |
| --------- | ----------------- | --------------- | ----------- |

## روابط خارجية
- كورتني ثورن سميث على موقع IMDb (الإنجليزية)
- كورتني ثورن سميث على موقع روتن توميتوز (الإنجليزية)
- كورتني ثورن سميث على موقع ألو سيني (الفرنسية)
- كورتني ثورن سميث على موقع أول موفي (الإنجليزية)
- كورتني ثورن سميث على موقع قاعدة بيانات الأفلام السويدية (السويدية)
- كورتني ثورن سميث على موقع إن إن دي بي (الإنجليزية)
- كورتني ثورن سميث على موقع قاعدة بيانات الفيلم (الإنجليزية)
- كورتني ثورن سميث على موقع كينوبويسك (الروسية)